# Język batak alas-kluet
Język batak alas-kluet – język austronezyjski używany przez grupę ludności w prowincji Aceh w Indonezji. Według danych z 2000 roku posługuje się nim 195 tys. ludzi.
Dzieli się na dialekty: alas, kluet, singkil (kade-kade). Jego status lingwistyczny jest niejasny, przypuszczalnie stanowi więcej niż jeden język. W użyciu jest również język indonezyjski.
Wielu jego użytkownków nie identyfikuje się z nazwą „batak”.